# Samat Nadyrbek Uulu
Samat Nadyrbek Uulu (26 de marzo de 1991) es un luchador kirguís de lucha libre. Participó en campeonato mundial de 2015 consiguiendo 40.º puesto. Decimotercero en los Juegos Asiáticos de 2014. Consiguió una medalla de plata en Campeonato Asiático en 2015 y de bronce en 2014. Segundo en la Universiada de 2013.